# Bárcabo
Bárcabo (Barcabo en aragonés) es un municipio de España en la provincia de Huesca, comunidad autónoma de Aragón. Tiene un área 87,92 km² con una población de 105 habitantes (INE 2018) y una densidad de 1,47 habitantes/km².
Parte de su término municipal está ocupado por el parque natural de la Sierra y los Cañones de Guara.

## Geografía
El término municipal de Bárcabo también incluye los pueblos de Almazorre, Betorz, Eripol, Hospitaled, Lecina, Santa María de la Nuez y Suelves.

## Administración y política
| Período   | Alcalde              | Partido |  |
| --------- | -------------------- | ------- |  |
| 1979-1983 | Manuel Plana Pardina | UCD     |  |
| 1983-1987 |                      |         |  |
| 1987-1991 |                      |         |  |
| 1991-1995 |                      |         |  |
| 1995-1999 |                      |         |  |
| 1999-2003 |                      |         |  |
| 2003-2007 |                      |         |  |
| 2007-2011 |                      |         |  |
| 2011-2015 | Carmen Lalueza Giral | PSOE    |  |
| 2015-2019 | Carmen Lalueza Giral | PSOE    |  |

| Partido político    | Partido político                                   | 2003   | 2007   | 2011   | 2015   |
| Partido político    | Partido político                                   | Ediles | Ediles | Ediles | Ediles |
|                     | Partido de los Socialistas de Aragón (PSOE-Aragón) | 2      | 3      | 3      | 4      |
|                     | Partido Popular de Aragón (PP)                     | 3      | 2      | 2      | 1      |
|                     | Partido Aragonés (PAR)                             | —      | —      | —      | —      |
|                     | Chunta Aragonesista (CHA)                          | —      | —      | —      | —      |
| Total de concejales | Total de concejales                                | 5      | 5      | 5      | 5      |

## Demografía
Bárcabo cuenta con una población de 122 habitantes (INE 2024).
| Gráfica de evolución demográfica de Bárcabo entre 1842 y 2021 |
| |
| Población de derecho según los censos de población del INE Población de hecho según los censos de población del INEEntre el censo de 1857 y el anterior, crece el término del municipio porque incorpora a 225054 (Betorz), 225091 (Eripol), 225152 (Lecina) y 225251 (Suelves) |